# الدوري السوفيتي الممتاز لكرة القدم 1982
الدوري السوفيتي الممتاز لكرة القدم 1982 هو الموسم 46 من الدوري السوفيتي الممتاز لكرة القدم. أقيم خلال الفترة 26 مارس 1982 وحتى 19 نوفمبر 1982، وأشرف على تنظيمه الاتحاد السوفيتي لكرة القدم، وكان عدد الأندية المشاركة فيه 18، وفاز فيه دينامو مينسك.